# Eckankar
Eckankar és un nou moviment religiós que incorpora diverses pràctiques i creences de l'hinduisme, el sikhisme i el sufisme, va ser fundat als Estats Units en 1965. El moviment s'auto-defineix com el camí de la llibertat espiritual que vol oferir un camí espiritual cap a l'auto-comprensió de l'ànima eterna i el desenvolupament d'estats superiors de consciència".
Paul Twitchell és el fundador del moviment Eckankar. El seu mestre actual és Sri Harold Klemp, el seu nom espiritual és Mahanta. La seu del moviment es trobava a Chanhassen, Minnesota, al sud-oest de Minneapolis. En el temple hi ha una capella, un edifici administratiu, i un campus espiritual.